# Pasaje de Duncan
El Pasaje de Duncan es un estrecho en el Océano Índico. Se trata de un espacio de aproximadamente 48 km (30 millas) de ancho, que separa la isla de Rutland (Gran parte de Andaman) hacia el norte, de la Pequeña Andamán, al sur, ambas pertenecientes al país asiático de la India. Al oeste de Paso de Duncan esta la Bahía de Bengala, mientras que al este está el mar de Andamán.
Varias pequeñas islas e islotes se encuentran a lo largo del pasaje. De norte a sur:
- Isla Cinque del Norte
- Isla Cinque del Sur
- Isla del Pasaje
- Las Hermanas
- Isla Hermano del Norte
- Isla Hermano del Sur

Estrecho de Manners es una rama del pasaje de Duncan que se encuentra entre la Isla Cinque del Norte y la isla de Rutland.